# Károly Bajkó
Károly Bajkó (ur. 1 sierpnia 1944; zm. 9 czerwca 1997) – węgierski zapaśnik walczący w obu stylach. Brązowy medalista olimpijski z Meksyku 1968 i Monachium 1972, jedenasty w Tokio 1964 i dziesiąty w Meksyku w stylu wolnym. Walczył w kategorii 78 – 90 kg.
Piąty na mistrzostwach świata w 1971. Czterokrotny medalista mistrzostw Europy w latach 1967 – 1970 roku.
- Turniej w Tokio 1964 – 78 kg styl wolny

Pokonał Pakistańczyka Muhammada Afzala, a przegrał z Petko Dermendżiewem z Bułgarii i Mohammadem Sanatkaranem z Iranu.
- Turniej w Meksyku 1968 – 78 kg styl wolny

Wygrał z Tonym Shackladym z Wielkiej Brytanii i Martinem Heinze z NRD, a przegrał z Ali Momenim z Iranu i Tömörijnem Artagiem z Mongolii.
- Turniej w Meksyku 1968 – 78 kg styl klasyczny

Zwyciężył Fina Pentti Salo, Daniela Albę z Meksyku i Rudolfa Vespera z NRD, a przegrał z Francuzem Danielem Robinem.
- Turniej w Monachium 1972 – 90 kg styl wolny

Pokonał Makoto Kamadę z Japonii, Ernsta Knolla z RFN, Étienne Martinettiego ze Szwajcarii i Mehmeta Güçlü z Turcji, a przegrał z Rezą Chorramim z Iranu.